# Monaco i olympiska sommarspelen 1936
Monaco deltog med åtta deltagare vid de olympiska sommarspelen 1936 i Berlin. Ingen av landets deltagare erövrade någon medalj.